# Sugères
Sugères är en kommun i departementet Puy-de-Dôme i regionen Auvergne-Rhône-Alpes i centrala Frankrike. Kommunen ligger i kantonen Sauxillanges som tillhör arrondissementet Issoire. År 2022 hade Sugères 632 invånare.

## Befolkningsutveckling
Antalet invånare i kommunen Sugères
| Referens: INSEE |